# Бухарская синица
Бухарская синица (лат. Parus bokharensis) — вид птиц из семейства синицевых (Paridae). Распространена в Центральной Азии, преимущественно в пустынных и полупустынных регионах, где населяет тугаи, саксаульники, древесные насаждения и прибрежные заросли.
От большой синицы отличается отсутствием жёлтых и зелёных оттенков в окраске, более длинным хвостом и особенностями поведения. Ведёт оседлый и кочевой образ жизни, размножается в дуплах деревьев, строениях и других укрытиях. Вид признан самостоятельным в ряде современных таксономических систем и включает в себя несколько подвидов.

## Ареал
Три подвида бухарской синицы обитают в следующих ареалах, которые в основном находятся в пределах Средней Азии.
Parus bokharensis bokharensis — от прилегающих к Средней Азии территории России до хребта Тянь-Шань и горы Каратау и до северозападной части Афганистана.
Parus bokharensis turkestanicus — от озера Балхаш и до западного Китая (Синьцзян) и юго-западной Монголии.
Parus bokharensis ferghanensis — горная система Памиро-Алай в Таджикистане и Кыргызстане к востоку от западной части Тянь-Шаня.
Бухарская синица — оседлый вид. Эти птицы обитают как в горных так и в пустынных зонах в пределах вышеуказанного ареала.

## Описание
Бухарская синица отличается от большой синицы полным отсутствием жёлтых и зелёных оттенков в окраске, а также относительно более длинным хвостом.
У самца голова, горло, зоб и продольная полоса на брюхе окрашены в чёрный цвет с металлическим блеском. По бокам головы и шеи заметны крупные белые треугольные пятна. Спина пепельно-серая, на стыке чёрной шапочки и спины располагается размытое беловатое пятно. Нижняя сторона тела, включая брюхо и бока, белая. Маховые перья светло-бурого цвета и имеют беловатые каёмки: на первостепенных маховых узкие, на второстепенных — более широкие. Через крыло проходит широкая белая полоса, образованная вершинами кроющих перьев.
Крайние пары рулевых перьев полностью белые, у второй пары белый цвет распространяется на наружные опахала, а у третьей пары иногда присутствуют небольшие белые пятна у вершин. Хвост сильно закруглён, разница в длине между крайними и центральными рулевыми превышает 15 мм.
Клюв окрашен в тёмно-роговой или чёрный цвет, ноги чёрные. Самки внешне сходны с самцами, однако металлический блеск на верхней части головы выражен слабее, а горловое пятно выглядит матовым. Молодые птицы отличаются буроватым цветом спины и матовой тёмно-бурой окраской, а пятно на их горле соответственно меньше.
Для бухарской синицы зафиксированы следующие размеры: масса 11-20 г; длина 140—170 мм, длина крыла 61-75, размах крыльев 220—250 мм. Разбивка по половому признаку:
- Самцы: крыло 66—75, хвост 74—85, цевка 17.2—22.5, клюв 7.5—11.8 мм[3];
- Самки: крыло 61—71, хвост 68—81, цевка 17.8—19.8, клюв 8.5—11.2 мм[3].

Размеры зафиксированные для подвидов:
- Parus bokharensis bokharensis — крыло 62-70 мм, клюв 7,4-9,0 мм[5];
- Parus bokharensis ferghanensis — крыло 65-75 мм, клюв 8,0-9,4 мм[5];
- Parus bokharensis turkestanicus — крыло 68-74 мм, клюв — 8,6-10,0 мм[5].

### Вокализация
Согласно описанию приведённому Институтом зоологии республики Казахстан песня бухарской синицы во многом схожа с песней большой синицы, однако отличается большей звучностью, разнообразием и выраженными индивидуальными оттенками.

## Образ жизни
По сравнению с большими синицами бухарские синицы предпочитают более засушливые местообитания. Они обитают в тугаях пустынных районов, в древесных насаждениях населённых пунктов, в старых туранговых рощах, саксаульниках, а также в придорожных лесополосах, включая территории, полностью лишённые источников воды. В Западном Тянь-Шане бухарские синицы обитают в горных районах, проникая вдоль культурного ландшафта в долины рек, где заселяют сады и посёлки. На Ферганском и Чаткальском хребтах они встречаются в орехово-плодовых лесах на высотах до 2600—2800 метров над уровнем моря. Птица отличается подвижностью: в поисках корма ловко перемещается по стволам и ветвям деревьев, но нередко кормится и на земле. В её рацион входят насекомые, пауки, моллюски, а также семена различных растений.

### Гнездование
Распределение по гнездовым местообитаниям и формирование пар у бухарских синиц начинается уже в феврале. Бухарские синицы устраивают гнёзда в дуплах деревьев, нишах и пустотах строений, а также в норах в обрывистых берегах и других укромных местах. Основным гнездовым материалом этим синицам служит шерсть. При увеличении размеров изначальной гнездовой полости птицы добавляют в неё больше наполнительных материалов — веточек, листьев, травы, мха и других природных компонентов. Первые кладки яиц появляются в апреле.

### Яйца
Кладка у бухарской синицы сравнительно небольшая и обычно состоит из 4—7 яиц (чаще 5—6). Окраска яиц сходна с яйцами большой синицы, однако пятна на скорлупе крупнее, реже расположены и более густо у тупого полюса. Размер яиц составляет 17-20 × 13-14 мм. За один сезон самка бухарской синицы обычно откладывает две последовательные кладки.
| Параметр                | Значение                                                     |
| ----------------------- | ------------------------------------------------------------ |
| Количество яиц в кладке | 4-7 (чаще 5-6)                                               |
| Размер яиц              | 17-20 × 13-14 мм                                             |
| Окраска                 | Белая с крупными редкими пятнами, сгущёнными у тупого полюса |
| Число кладок в сезоне   | Обычно две                                                   |

### Послегнездовой период
В послегнездовое время бухарские синицы сбиваются в небольшие стайки и ведут кочевой образ жизни. К осени размеры стай увеличиваются и могут достигать нескольких десятков особей. Эти птицы нередко формируют смешанные стаи вместе с другими видами синиц, корольками и пищухами. Эти кочующие группы перемещаются по тугаям, могут встречаться в саксаульниках среди барханов и в тростниковых зарослях у озёр. Хотя их основная активность сохраняется в пределах гнездового ареала, отдельные группы могут выходить за его границы.

## Систематика
Со времени первого описания бухарской синицы Лихтенштейном и до 2005 года она считалась подвидом большой синицы Parus major bokharensis. В 2005 год на основании исследования ДНК из вида большая синица были выведены два новых вида — серая синица и восточная синица, причём бухарская синица была признана подвидом серой. Начиная с 2016 года она была признана отдельным видом включающим несколько подвидов. Выделяют подвиды: Parus bokharensis ferghanensis (Buturlin, 1912) и Parus bokharensis bokharensis (Lichtenstein, 1823), Parus bokharensis turkestanicus (Zarudny, 1905).